# Стодневное наступление
Стодневное наступление (фр. Offensive des Cent-Jours) — последнее широкомасштабное наступление войск Антанты против германской армии во время Первой мировой войны, проводившееся с 8 августа по 11 ноября 1918 года. Завершилось поражением германских войск и Компьенским перемирием, завершившим войну.
Стодневное наступление состояло из нескольких наступательных операций. В решающем наступлении Антанты участвовали французские, британские войска, в том числе канадские и австралийские корпуса, бельгийские, американские войска, а также сиамские части. Особенно отличились канадские корпуса.

## Стратегическая ситуация
Германское решительное наступление завершилось в июле 1918 года, германские войска вновь вышли к берегам Марны, но как и в 1914 году, потерпели здесь поражение. Вторая победа союзников на Марне, как и первая в сентябре 1914 года, была сильнейшим ударом по германской армии. Союзники, окрыленные победой, видели в ней предвестник скорого окончания войны. Стратегическая инициатива была окончательно вырвана из рук германского командования.

## Планы сторон
Союзники после победы на Марне стали разрабатывать план окончательного разгрома германской армии. Основная идея этого плана сводилась к тому, чтобы отказаться от оборонительного образа действий и перейти в наступление. Директивой от 24 июля союзное командование предусматривало проведение ряда разделенных короткими промежутками времени наступательных операций с целью ликвидировать выступы в линии фронта, образовавшиеся в результате германского весеннего наступления, а также Сен-Миельский выступ. Если эти операции будут проведены успешно и в короткие сроки, то после них планировалось перейти в общее решительное наступление с целью сокрушить весь германский фронт и не позволить противнику, как это было в 1917 году, отойти на заранее подготовленные тыловые позиции.
Таким образом, намечались 4 операции, имевшие главной целью обеспечить Париж и побережье: уничтожение германских выступов у Аррас — Мондидье и у С.-Миеля, обеспечение Кале и возвращение копей у Бетюна. В то же время итальянской армии было предложено начать наступление на реке Пьяве.
Численность Американского экспедиционного корпуса во Франции к середине 1918 года была доведена до 1 200 000 человек, что нейтрализовало численное превосходство германской армии, достигнутое после Брестского мира. Британские войска также получили подкрепления из Палестины.
Германское командование, в свою очередь, еще не представляло всей серьезности обстановки. 2 августа Людендорф подписал директиву командующим групп армий, в которой указывалось: «Обстановка требует, чтобы мы, с одной стороны, перешли к обороне, а с другой, — как только представится возможность, вновь предприняли бы наступление». Германское командование исходило из явной переоценки результатов своих наступательных операций, считая, что союзники понесли большие потери, а «после значительного расхода сил Антанты между Велем и Марной в ближайшее время не ожидается крупных наступлений противника».

## Амьенская операция
Первой из намеченных союзниками операций по ликвидации выступов в линии фронта была Амьенская операция. Планируя ее, командование Антанты рассчитывало очистить от германских войск амьенский выступ, «ликвидировать угрозу Амьену и железной дороге Париж — Амьен, а также разбить и отбросить противника между реками Сомма и Авр».
Участок основного удара был выбран совместно с фельдмаршалом Хейгом и Фошем по нескольким причинам. Им стал участок на реке Сомме. Во-первых, здесь находилась граница между французскими и британскими войсками, во-вторых в Пикардии была равнинная местность, что позволяло активно использовать танки. И, наконец, участок на Сомме прикрывала ослабленная 2-я германская армия, которая была измотана постоянными рейдами австралийцев. К проведению операции привлекались 4-я английская, 1-я и 3-я французские армии под общим командованием Хейга. В первый день, 8 августа, в наступление на фронте в 25 км от Альбера до Морейля перешли 4-я английская армия и левофланговый 31-й корпус 1-й французской армии. Затем должно было начаться наступление 3-й армии и остальных сил 1-й армии. В состав наступательной группировки были включены 17 пехотных и 3 кавалерийские дивизии, 2684 артиллерийских орудия, 511 танков (тяжелые танки Mark V и Mark V* и средние танки «Уиппет», 16 бронеавтомобилей и около 1000 самолетов. Обороняющаяся на этом участке фронта германская 2-я армия имела 7 пехотных дивизий, 840 орудий и 106 самолетов. Огромным преимуществом союзников перед немцами было наличие у них большой массы танков.
Характерной особенностью подготовки 4-й английской армии к наступлению было то, что её передовые части уже с конца апреля начали вести мелкие бои за улучшение своего тактического положения. В результате 2-я германская армия почти полностью потеряла полосу боевого охранения и оборонялась на недостаточно развитых в глубину позициях. Английское командование по результатам этих боев, а также на основании аэрофотосъемок и данных тактической разведки, уже задолго до наступления составило себе полную картину системы германской обороны.
Успех атаки германских позиций 18 июля, наличие значительного превосходства в артиллерии и массы танков побудило английское командование отказаться от артиллерийской подготовки. Начало наступления было назначено на 4 часа 20 минут. Намечалось после прохода танками линии передовых частей пехоты всей артиллерией открыть внезапный огонь. Треть орудий должна была создавать огневой вал, а остальные 2/3 — вести огонь по пехотным и артиллерийским позициям, командным пунктам, путям подхода резервов. Огневой вал в течение трех минут должен был держаться на передовых германских позициях. За это время танки и атакующая пехота должны были вплотную подойти к огневому валу и непосредственно следовать за ним. Огневой вал надлежало вести скачками сначала через 2 минуты, затем через 3 минуты, а позднее через 4 минуты. Левый фланг 1-й французской армии переходил в наступление в 5 часов 05 минут после 45-минутной артиллерийской подготовки.
Весьма жестко был спланирован и порядок наступления в глубине германской обороны. Через 2 часа после начала атаки, в 6 часов 20 минут, пехота и танки должны были достигнуть первого рубежа атаки — линии на расстоянии около 3 км от английских окопов. Затем продвижение приостанавливалось на два часа. В это время подтягивалась артиллерия. Атака возобновлялась в 8 часов 20 минут и продолжалась непрерывно до второго рубежа, который находился в 4,5 — 8 км от исходного положения, а затем без перерыва до третьего рубежа на глубине 9 — 12 км. Кавалерийский корпус, приданный 4-й английской армии, должен был выступить в 8 часов 20 минут, обогнать боевые порядки пехоты, захватить третий рубеж и удерживать его до подхода основных сил, а затем развивать успех дальше.
Английский план прорыва обороны противника отличался крайней методичностью. Техническое оснащение 4-й английской армии и состояние германской обороны давали возможность для более высоких темпов прорыва. Однако союзное командование по-прежнему предпочитало позиционные формы борьбы, вследствие чего наступление планировали вести прежними способами.
Все приготовления к атаке велись скрытно, с применением тщательно продуманных мероприятий по маскировке и введению противника в заблуждение. Весь район сосредоточения прикрывался союзной авиацией, господствовавшей в воздухе. Благодаря хорошему состоянию путей сообщения в течение последней недели перед началом наступления в район 4-й английской армии прибыло 230 воинских эшелонов и более 60 поездов с боеприпасами. Артиллерия заняла свои позиции в основном в последние две-три ночи перед наступлением, а танки — в ночь на 8 августа. Для введения противника в заблуждение в районе Ипра по распоряжению Хейга была развернута демонстративная подготовка к наступлению.
Правда, в последние дни перед наступлением с передовых позиций 2-й германской армии стали поступать донесения о подозрительных шумах в ближайшем тылу англичан, а воздушная разведка доложила о движении колонны танков. Но все эти сведения верховное командование истолковывало как проявление «нервозности» войск и не придавало им надлежащего значения.

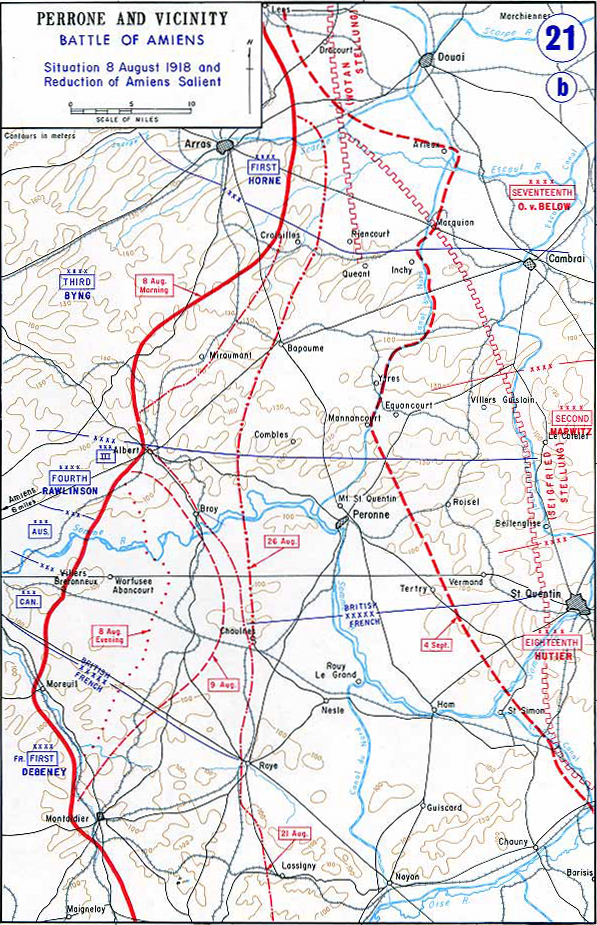
Рубежи продвижения армий союзников в Амьенской операции

8 августа 1918 года в 4 часа 20 минут союзная артиллерия открыла мощный огонь по позициям, командным и наблюдательным пунктам, узлам связи и тыловым объектам 2-й германской армии. Одновременно треть артиллерии организовала огневой вал, под прикрытием которого дивизии 4-й английской армии в сопровождении 415 танков двинулись в атаку.
Внезапность удалась в полной мере. Англо-французское наступление явилось полной неожиданностью для германского командования. Туман и массовые разрывы химических и дымовых снарядов закрыли все, что находилось дальше 10-15 метров от позиций германской пехоты. Раньше, чем германское командование смогло разобраться в обстановке, на позиции немецких войск обрушилась масса танков, обстреливая на ходу из пулеметов встречающихся солдат и уничтожая телеграфные и телефонные линии. Штабы нескольких германских дивизий были врасплох захвачены быстро продвигавшимися вперед английской пехотой и танками.
В 5 часов 05 минут, после артиллерийской подготовки, в сражение вступил левофланговый 31-й корпус 1-й французской армии. Прорыв германской обороны развивался методично, почти в полном соответствии с разработанным планом. К 6 часам 20 минутам войска 4-й английской армии в основном достигли первого рубежа атаки. Через два часа, после того как подтянулась артиллерия, наступление возобновилось, и к 13 часам 30 минутам союзники достигли третьего рубежа на глубине около 11 км. Дальнейшие попытки английских и французских войск продвинуться в глубь обороны противника разбились о сопротивление германских дивизий, спешно перебрасываемых в район прорыва с других участков фронта.
Немецкие войска потеряли за день до 27 тыс. человек убитыми и пленными, около 400 орудий, а также большое количество различного военного имущества. Авиация союзников, вступившая в сражение с 7 часов 30 минут, как только рассеялся туман, сбила 62 германских самолета.
9 августа наступление союзных войск продолжалось. В сражение полностью вступила 1-я, а 10 августа — 3-я французская армия. Наступление велось теперь на всем фронте от Альбера до реки Уаза, но оно развивалось уже более медленными темпами, постоянно выливаясь в бои местного значения. Германская артиллерия перестроилась для ведения противотанковой обороны, в результате чего английские и французские танки несли значительные потери. Так, 8 августа из 415 танков, вступивших в сражение на участке 4-й английской армии, вышло из строя около 100 машин. 9 августа в наступлении приняли участие только 145 танков, 39 из которых были выведены из строя огнём германской артиллерии. Большие потери в танках оказали влияние на снижение темпов наступления. 12 августа танки больше не участвовали в сражении, а оставшиеся танки были отведены в тыл.
12 августа бои шли лишь на отдельных участках фронта, к исходу дня германские войска были вытеснены на линию Альбер, Брэ, Шон, западнее Руа. С 13 августа продвижение союзников совсем прекратилось.
В результате операции англо-французские войска выполнили поставленную перед ними задачу. Они продвинулись от 10 до 18 км на фронте в 75 км, ликвидировав угрозу Амьену и железной дороге Париж — Амьен. Потери германских войск составили около 48 тыс. человек, из них 30 тыс. пленными. Англичане и французы потеряли около 60 тыс. человек.
Успех операции был обусловлен удачным выбором участка прорыва, где германская оборона имела наименьшую глубину и была слабо оборудована, огромным превосходством союзников в силах, тщательной подготовкой, внезапностью удара и массированным применением танков. Победа под Амьеном окончательно закрепила стратегическую инициативу за Антантой.
По словам Людендорфа, «8 августа представляет самый черный день германской армии в истории мировой войны». Надо было кончать войну. И 14 августа Гинденбург на совещании в Спа доложил императору, что боеспособность германской армии пала, наступать, а следовательно, победить она не в состоянии и что поэтому надлежит добиваться окончания войны дипломатическим путем, пока германские войска занимают большую площадь неприятельской территории.

## Вторая битва на Сомме
После Амьенского сражения войска Антанты приступили к расширению фронта наступления на флангах продвинувшихся вперед 4-й английской, 1-й и 3-й французских армий и вытеснению противника на позицию Зигфрида. К северу от Соммы предполагалось осуществить наступление 3-й английской армии в общем направлении на Бапом, Перонн. Южнее Соммы в наступление в направлении на Шони переходила 10-я французская армия.
Германское командование отказалось от каких бы то ни было наступательных действий и решило перейти к обороне захваченных территорий. «Ни пяди земли не оставлять без ожесточенной борьбы» — таков был приказ германским войскам. Таким образом действий верховное командование рассчитывало во избежание серьёзных внутриполитических осложнений скрыть от германского народа истинное состояние армии и добиться приемлемых условий мира.
Утром 20 августа 10-я французская армия начала наступление против 9-й германской армии на фронте от Суассона до реки Уаза. К 23 августа она продвинулась до линии рек Уаза и Эллет. 21 августа на севере боевые действия против 1-й германской армии на двадцатикилометровом фронте от Альбера до Арраса начала 3-я английская армия. К исходу 26 августа она вышла на линию Брэ, Бапом, продвинувшись вперед на 10 км. В этот день в наступление включилась и 1-я английская армия. 29 августа она вышла на линию Бюлькур, Дрокур. Наступление союзников вынудило германское командование начать отвод 17-й, 2-й, 18-й и 9-й армий на линию Краузиль, Бапом, Перонн, Нуайон. Таким образом, с 8 по 30 августа армии Антанты на фронте от Суассона до Арраса протяжением в 150 км продвинулись в центре до 35 км, а на флангах — на 15 — 20 км.
30 августа наступление союзников продолжилось сначала на флангах, а затем и в центре, имея целью не дать немецким войскам закрепиться впереди «линии Гинденбурга». Угроза с обоих флангов вынудила германское командование 2 сентября отдать приказ о дальнейшем отводе 17-й, 2-й, 18-й и 9-й армий на фронте между реками Скарн и Вель протяжением в 160 км на позицию Зигфрида. Отход начался в ночь на 3 сентября и проходил почти без помех со стороны противника. 8 сентября германские войска заняли большую часть тех позиций на фронте от Арраса до реки Эллет, с которых они начали весеннее наступление. В начале сентября немецкие войска сами очистили выступ на реке Лис.
Таким образом, первая часть плана наступательных операций союзных армий, намеченного 24 июля Фошем, успешно выполнялась. Оставалось только вытеснить противника из Сен-Миельского выступа, и тогда первая часть плана Фоша могла считаться выполненной.

## Сен-Миельская операция
Осуществление Сен-Миельской операции было возложено на 1-ю американскую армию под командованием генерала Джона Першинга. Американской армии ставилась задача ликвидировать Сен-Миельский выступ, выйти на фронт Норуа, Одимон, освободить железную дорогу Париж — Верден — Нанси и создать тем самым выгодное исходное положение для дальнейших операций.
К проведению наступления наряду с 1-й американской армией привлекался также и 2-й французский колониальный корпус.
План операции разрабатывался совместно французским и американским штабами и предусматривал нанесение двух ударов по сходящимся направлениям под основание выступа с целью окружения находившихся там германских войск. Главный удар наносился по южному фасу выступа, вспомогательный — по западному. Наступление назначалось первоначально на 10 сентября, однако в связи с тем, что французская тяжелая артиллерия к указанному сроку не заняла своих позиций, операцию пришлось отложить на 12 сентября.
К началу наступления американское командование сосредоточило на фронте Одимон, Сен-Миель, Норуа протяжением в 64 км 17 пехотных дивизий (из них 3 французские), 2900 орудий, 273 танка и 1100 самолетов. Большую часть артиллерии, танков и самолетов американцы получили от французской армии. На южном фасе (18 км) выступа находились 7 американских дивизий, на западном (около 10 км) — 3 дивизии. Тридцатишестикилометровый участок в центре занимали 2 дивизии 2-го французского колониального корпуса, резерв составляли 5 американских дивизий.
С германской стороны Сен-Миельский выступ обороняли 7 сильно потрепанных дивизий группы армий Гальвица, имевших в своем распоряжении 560 артиллерийских орудий и около 200 самолетов, включая авиацию соседних участков. Кроме того, 3 дивизии находились в резерве. Превосходство над противником, если учесть, что американская дивизия более чем вдвое превышала германскую, было подавляющим. На направлении же главного удара оно было восьмикратным.
Германское командование, получив сведения о подготовке американского наступления, 11 сентября начало отвод войск на заранее подготовленную позицию в тылу Сен-Миельского выступа, который должен был закончиться 12 сентября к 4 часам утра. Однако к началу американского наступления эвакуация Сен-Миельского выступа была ещё далека до завершения.
12 сентября в 1 час ночи союзная артиллерия начала подготовку атаки по всему фронту наступления. В 5 часов утра при поддержке танков началась атака на южном фасе, а в 8 часов — на западном фасе Сен-Миельского выступа. Германская оборона, захваченная американским наступлением в разгар эвакуации и лишенная большей части своей артиллерии, уже отведенной в тыл, оказалась бессильной. Сопротивление немецких войск, находившихся в выступе, было незначительным. На следующий день Сен-Миельский выступ практически был ликвидирован. 14 и 15 сентября американские дивизии вступили в соприкосновение с новой германской позицией и на рубеже Норуа, Одимон прекратили наступление.
В результате операции линия фронта сократилась на 24 км. Германские войска за четыре дня боев потеряли только пленными 16 тыс. человек и более 400 орудий. Потери американцев не превышали 7 тыс. человек.
Сен-Миельская операция явилась первой самостоятельной операцией американской армии. Несмотря на достигнутый успех, в ходе наступления вскрылись недостатки боевой подготовки войск и отсутствие опыта у американского командования. Операция началась, когда противник уже приступил к отводу войск из выступа, в результате чего «большая часть американской артиллерии… била впустую, поражая брошенные противником окопы». План операции и управление наступающими войсками были недостаточно гибкими. Не было отработано взаимодействие между пехотой, танками и авиацией. Во время наступления дороги были настолько забиты пехотой, что оказался сорванным своевременный подход артиллерии и танков, а окружение германских войск, находящихся в выступе, даже при их слабом сопротивлении не удалось.

## Общее наступление войск Антанты
С завершением Сен-Миельской операции первая часть плана союзного командования на вторую половину кампании 1918 года была выполнена. Стратегическая обстановка на фронтах Первой мировой войны во многом улучшилась в пользу Антанты. Союзникам удалось достичь решительного превосходства в силах над Германией. Протяжение всего фронта сократилось с 910 до 740 км. В сентябре 1918 года войска Антанты на западноевропейском театре имели 211 пехотных и 10 кавалерийских дивизий против 190 германских пехотных дивизий.
Положение Германии с каждым днем все более ухудшалось. Многие дивизии принимали участие в боях по 2-3 раза и были обескровлены, в ротах оставалось по 40-80 бойцов. Остро ощущалась нехватка строевых офицеров в пехотных частях. Катастрофически падала дисциплина. В армии распространялась революционная пропаганда. В сентябре в правящих кругах довольно открыто стали говорить об угрозе военной катастрофы. В предвидении нового наступления Антанты в тылу германского фронта от моря до Мааса спешно строились еще три укрепленные позиции.
Создавшаяся благоприятная обстановка привела союзное командование к решению перейти в общее наступление осенью 1918 года, а не в 1919 году, как это намечалось ранее. Уже в конце августа началась разработка плана заключительного наступления, а 3 сентября он был в общих чертах оформлен в виде директивы Фоша Петэну, Хейгу и Першингу. Планом предусматривалось нанесение почти всеми союзными силами одновременных мощных ударов по сходящимся направлениям. Было решено главную операцию начать 26 сентября.

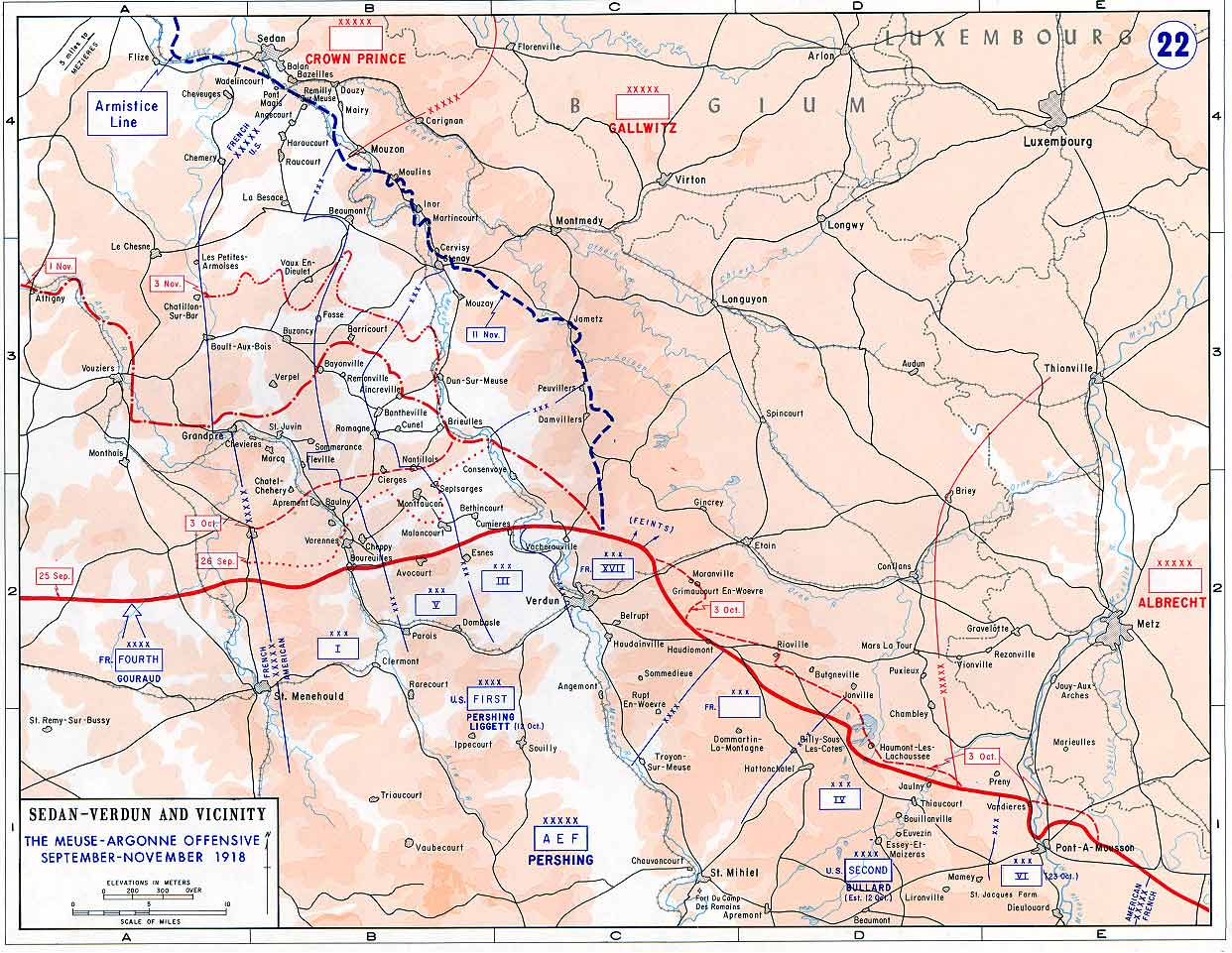
Мёз-Аргоннское наступление

На фронте от реки Маас до реки Сюип, протяжением 65 км, 42 американские и французские пехотные и 4 кавалерийские дивизии с 4878 орудиями, с многочисленными самолетами и танками после артиллерийской подготовки в течение 3-10 часов атаковали 13 германских дивизий с 1600 орудиями.
В центре американцы имели успех, дойдя до Сет-Сарж, т. е. проникнув в глубь германского расположения на 6 — 9 км. Зато на флангах, западнее р. Маас и в Аргоннах, атака их была почти безрезультатной. 4-я французская армия Гуро, наступавшая западнее Аргонн, продвигалась медленнее и к вечеру дошла до линии Серне — Тагюр находившихся в 3-4 км впереди исходного положения французов, захватив 7000 пленных. Попытка продвинуться дальше была безрезультатной, так как части 3-й и левого фланга 1-й германских армий сделали то же самое, что Гуро 15 июля, т. е. оборонительную полосу они создали на обратном скате, на южном берегу р. Ля-Дормуаз, и искусно ее замаскировали. Французы натолкнулись на нее неожиданно.
В последующие дни, 27 — 30 сентября, германцы, получившие небольшие подкрепления, оказывали союзникам стойкое сопротивление. Тем не менее союзникам к вечеру 30 сентября удалось продвинуться почти на всем фронте на 3-7 км. Но в дальнейшем наступление развиваться не могло: германцы получили сильные подкрепления, наступила скверная погода, американцы стали нести большие потери и испытывать большие затруднения в подвозе снабжения. Последнее было вызвано, главным образом, тем, что все дороги в тылу их были забиты транспортами до такой степени, что продвинуть какие:либо грузы вперед или назад долгое время представлялось невозможным.
Дальнейшее продвижение американцев и Гуро, происходило преимущественно лишь вследствие постепенного отхода германцев. До известной степени для последних острота положения миновала, так как весь германский фронт западнее р. Сюип под давлением союзников стал медленно катиться на восток к своим границам. В результате операции союзники продвинулись на север на 5 — 12 км, не выполнив даже ближайшей задачи. До 4 октября союзники взяли 18 000 пленных и 300 орудий. Но все надежды Фоша о выходе на сообщения германских армий рухнули.
27 сентября начались ожесточенные бои в центре. 1-я и 3-я английские армии в составе 13 дивизий атаковали части 17-й германской армии на фронте в 21 км, в направлении на Камбре, а 4-я английская и 1-я французская — на Сен-Кантен. Англо-французы имели успех. К исходу дня 30 сентября позиция Зигфрида была прорвана на 30 км по фронту и на 11 км в глубину. Дезорганизованные германские войска начали отходить. Тесня стойко оборонявшихся германцев, союзники 2 октября овладели С.-Кантеном. К 8 октября союзники потрепав в районе Аррас — С.-Кантен 39 германских дивизий, взяли около 60 000 пленных и 600 орудий. 

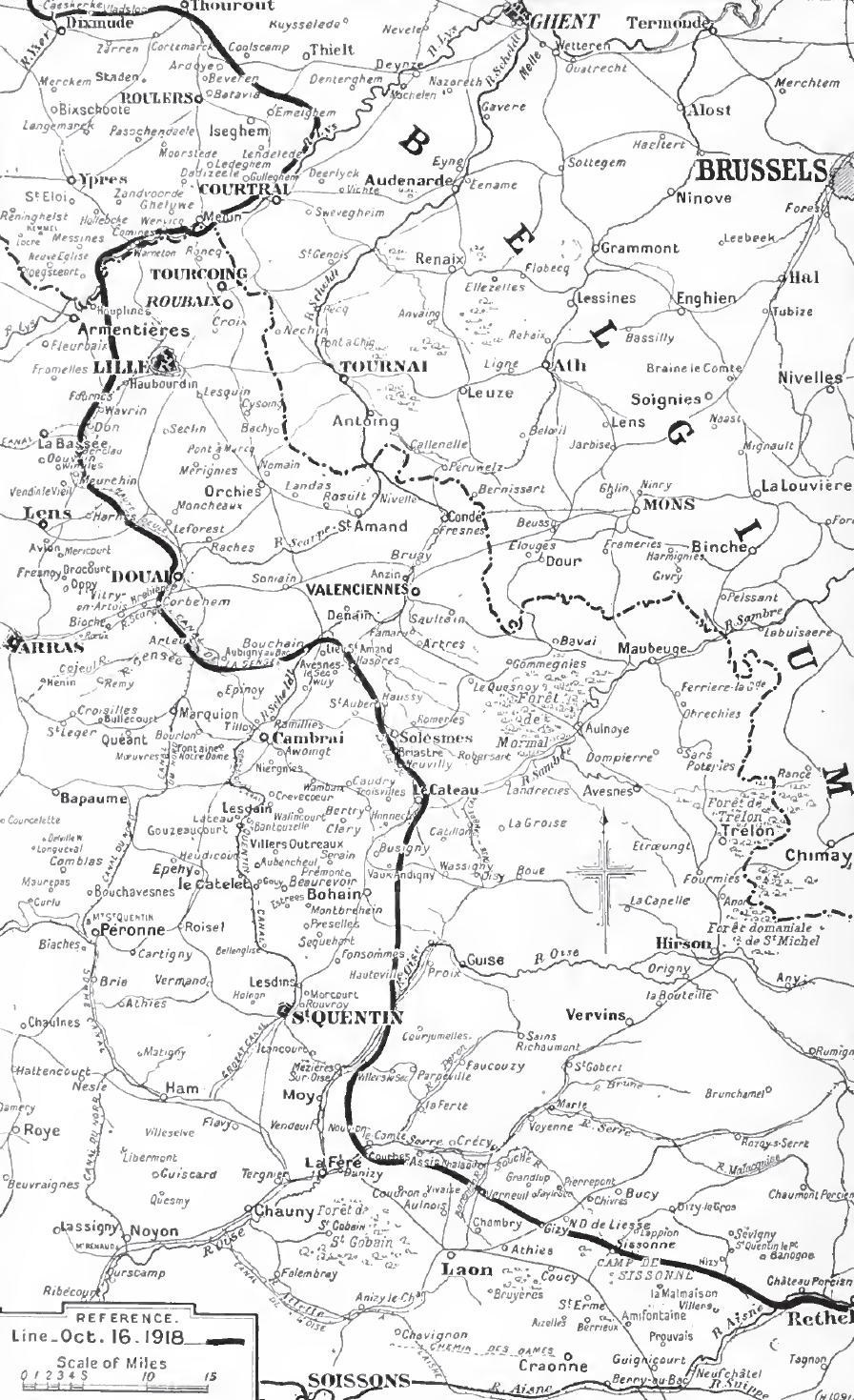
Линия фронта на 16 октября 1918 г.

28 сентября в 5 часов 30 минут, после трехчасовой артиллерийской подготовки, к северу от реки Лис началось наступление Фландрской группы армий. 24 пехотные и 3 кавалерийские дивизии атаковали 19 германских на фронте в 35 км. Атака союзников имела большой успех: была полностью захвачена первая германская позиция и взята часть второй. В последующие дни наступление продолжалось, но из-за плохой погоды темпы его значительно снизились.
28 сентября, под влиянием продвижения американцев на север и англичан на восток, германцы начали покидать свою позицию и по линии Ля-Фер — Шавон — С.-Тьерри.
Переход в наступление Фландрской группы армий не замедлил сказаться на положении 6-й германской армии в районе Армантьера. Охваченная с флангов 1-й и 2-й английскими армиями, она вынуждена была 2 октября начать отход с позиции Зигфрида.
Поэтому в ночь на 9 октября 2, 17 и 18-я германские армии стали отходить на следующую позицию, удерживая свой южный фланг на Уазе у Ля-Фера. 13 октября союзные армии вышли на линию Диксмюде — Менэн (исключая) — Армантьер — Дуэ (исключая) — Солем (исключая) — Ля-Фер — Ретель — Вузьер — Гранпре (исключая) и Консанвуа.
Положение германцев стало столь плачевным, что 5 октября севернее Уазы они начали отход на позицию Рент — Валансьенн, на 20-40 км назад, которую и заняли к 13 октября. Никакого окружения германцев не получилось, однако непрерывный нажим союзников уменьшал резервы германцев и сильно истощал их армию. Тем не менее Фош, имея в резерве 88 дивизий из 205, 14 октября возобновил наступление в тех же 3 группах и по тем же направлениям на Мезьер, р. Самбра и Гент. Главный удар наносился англичанами на фронте Вассиньи — Солем при поддержке на юге 1-й французской армии и на севере атаки англичан в районе Солем.
К 20 октября дальше всех продвинулась группа Альберта, которая дошла до реки Шельды, следуя за германцами, начавшими отход здесь в ночь на 16 октября. На остальных же участках фронта союзники лишь подошли к позиции Гент — Валансьенн — Ретель, которую германцы заняли 20 октября, и приостановились.  К 20 октября германские войска были полностью вытеснены на позиции «Герман», «Гундинг», «Брюнхильда», «Кримхильда».
Согласно директиве Фоша от 19 октября, союзные армии возобновили наступление против позиции Гент — Валансьенн — Ретель: бельгийская армия с фронта Тамплев до голландской границы наступала на Брюссель, англичане — с фронта Тамплев, Васиньи на Намюр, с целью отбросить германцев в труднопроходимые Арденны и отрезать их от главного рокадного пути, 1-я французская армия — на Шимэ-Живэ для поддержки англичан, а 5-я и 4-я французские и 1-я американская армии — для овладения районом Мезьер — Седан.

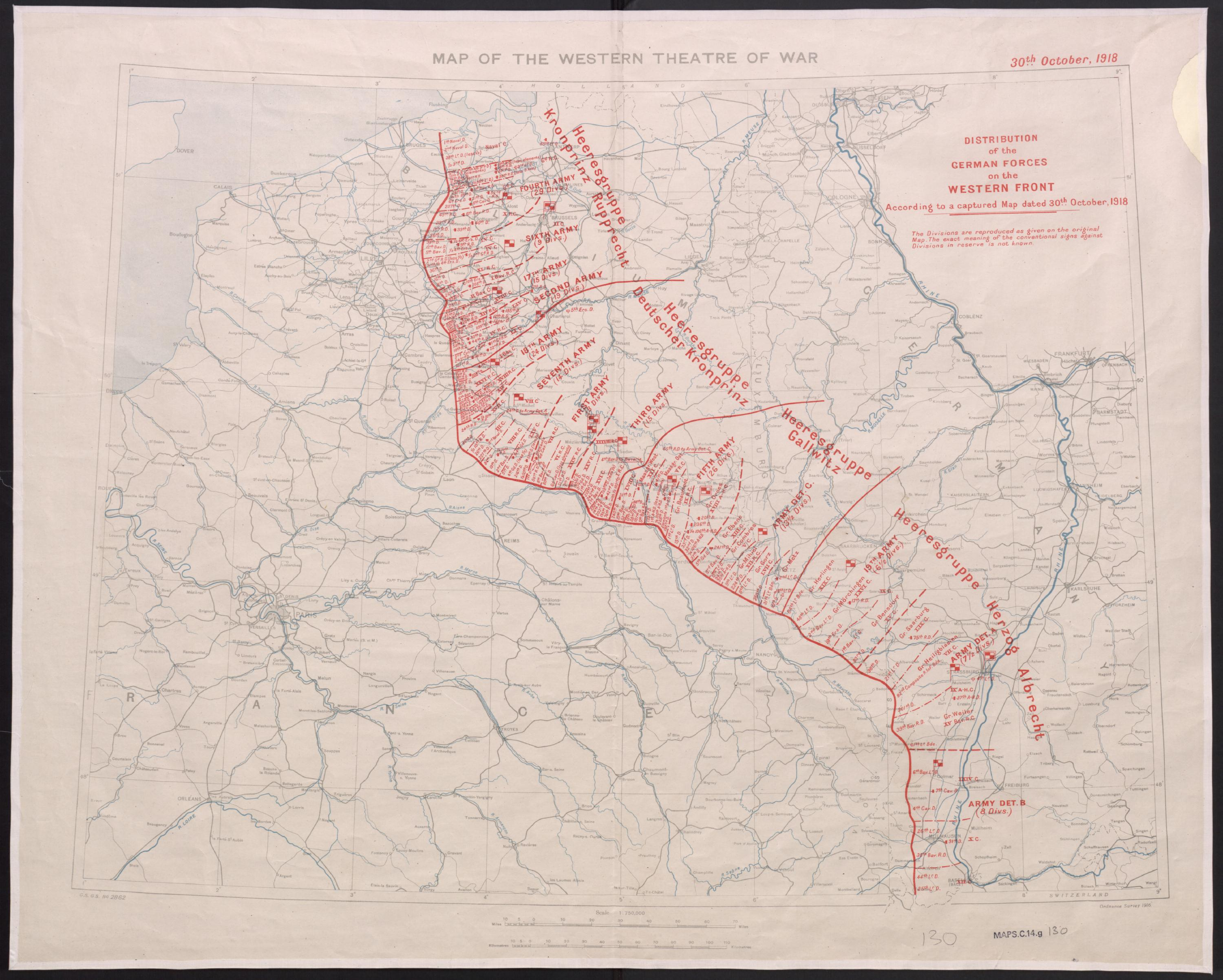
Линия фронта на 30 октября 1918 г.

К 27 октября успех выявился на всех фронтах союзников. При такой обстановке германское правительство было вынуждено 27 октября согласиться на все требования президента США Вильсона, клонившиеся к лишению Германии возможности возобновить военные действия и дать союзным державам право предъявить Германии любые условия перемирия.
Между тем к 5 ноября лишь англичане, 1-я французская армия и американцы прорвали упомянутую позицию германцев. Но продолжение обороны ее становилось невозможным. Поэтому в ночь на 5 ноября 7 германских армий от Мааса до Конде, а 8 ноября и 3 северные германские армии начали отход на позицию Антверпен — Маас.
К этому же времени союзники Германии уже заключили перемирие. В Германии вспыхнула революция. 9 ноября Вильгельм вынужден был отречься от престола. Союзники готовились предпринять наступление из района Нанси по обеим сторонам Мозеля на фронт реки Саар — Люксембург во фланг и тыл отступавшим германским армиям.
При этих обстоятельствах продолжение борьбы немцами было бесплодным. И когда 5 ноября Вильсон сообщил германскому правительству, что Фош уполномочен принять германских парламентеров, то 7 ноября к нему они и отправились. В 11 ч 11 ноября в тот момент, когда германская армия находилась восточнее линии Гент — Лессин — Монс — Мобеж — Шимэ — Шарлевиль — Седан — Френ — Понт-а-Муссон, боевые действия прекратились, в Компьене было заключено перемирие, а затем германская армия стала спешно уходить в Германию за Рейн.